# 053H2型导弹护卫舰
053H2型护卫舰（北約代號：Jianghu-III，或译“江滬”/“江湖”Ⅲ級）是中国人民解放军海军第一种采用全封闭结构、全舰空调化、具备“三防”作战能力的水面作战舰艇。该型舰是中国人民解放军海军第一次装备“鹰击”8（YJ-8）系列反舰导弹。基于该型舰船演变出之后出售给泰国皇家海军的昭披耶级护卫舰，目前已全部退出中国人民解放军海军现役。

## 概况
在053H1型首舰建造之际，海装向沪东造船厂提出了一张053H改进构想外形图，1982年2月20日海军以装订字026号文函告六机部，要求按汇报会确定的内容安排053H1型对海导弹护卫舰修改设计及建造。1982年4月9日六机部以六机生字536号《关于开展053H1型导弹护卫舰修改设计与建造工作的通知》文告沪东造船厂開工準備，1982年8月中船总和海军联合召开了“053H2型导弹护卫舰方案设计审查会”。会议审查并通过了沪东造船厂提出的方案设计。1983年国防科工委下文批复《053H2型导弹护卫舰战术技术任务书》。该型舰总设计师是王衡元。1983年11月4日，沪东造船厂与海军驻沪东造船厂军事代表室签署了军工产品实行经济技术总承包的第一个合同，是第一种采用经济合同制设计建造的大型舰艇，经济合同价为4仟6佰万元。当时，中国军队贯彻“精简、忍耐”国家以经济建设为重，因经费紧张都是采用技术成熟的装备。
053H2型护卫舰与以往的053H系列护卫舰相比，开始舰艇整体设计概念的变革。船型采用全封闭中央长桥楼结构，舰体有折角线。首次设置简易指挥情报中心系统，可“集中指挥，分散控制”组合各种传感器和武器系统，配置了电子战系统。主机是基于053K型护卫舰用的18E390V型柴油机（18个汽缸, 缸径390mm）的改进型号：18E390VA柴油机，动力装置控制实行机舱集控室、舰桥和机旁应急三级控制，正常情况下可实现机舱无人。各种自动化装置和系统广泛使用使全舰舰员比053H1型舰减少了三分之一，只有130人，基本上接近国外同类先进舰只的水平。由于采用全封闭结构，该船配备有中央空调系统做到全舰空调化，实现“三防”能力，这也大大改善了以往主战舰艇（如051型驱逐舰）恶劣的居住环境。该型舰搭载了新一代的“鹰击”8反舰导弹，但是防空能力仍然不足，反潜能力较弱。
053H2型舰仍是一种以黄水作战（近海作战）为主的军舰，但也是中国海军最后一种以黄水作战为主的主力军舰，是带有实验性质的产品。之後在改型艦基礎上开始研制一型改進护卫舰：也就是後來的053H2G型首制舰1987年开始论证，1992年6月交船，历时5年。
1984年10月15日053H2型首制舰“黄石号”（舷号535）在上海沪东造船厂开工建造，1986年12月15日正式服役。053H2型舰原本列入计划建造是4艘，最初海军批复建造2艘（535舰、536舰），后来又追加建造了一艘（537舰），至1990年同级舰建成3艘，计划中的第4艘变成了053H2G型。
053H2型舰服役后仅进行数次小改进，由于改进升级空间不大，也出于成本考虑，在役期间未进行大规模改造。最显著的改进是2004年将原先斜向45°布置的8个反舰导弹发射箱（实际使用中导弹发射时尾焰会烧蚀甲板上的设备）换装成两座横置四联装发射箱。

## 出口
- 泰國

1988年，中国与泰国签订协议，为泰国海军建造基于053H2型设计的护卫舰，型号"053HT"，称为“昭披耶”级（CHAO PHRAYA CLASS）。动力系统安装4台德国MTU 20V1163TB83型柴油机，最高航速30节。据说当时价格只有德国布洛姆·福斯船厂MEKO200型护卫舰方案的1/4。其中，1988年泰国的第一批订单建造2艘053HT型，1990年泰方的第二批订单建造2艘053HT-H型（除去尾炮加装直升机起降甲板）。在1991﹣1992年间交付。该船后来暴露出很多问题如损管系统功能太低、水密不好等，迫使中国海军大力整顿船厂。
2013年4月，535舰和536舰退出现役。之后经过系统升级并重新涂装转让给孟加拉海军，舷号修改为F15和F17 。

## 電子裝備
- 雷达系统 
  - 1部354型二座标对海/对低空搜索雷达（I波段），机械扫描速度4~10转/分。对雷达反射截面10平方米低空目标探测距离93千米。
  - 1部352C型对海搜索/反舰导弹火控雷达（I波段），最大探测距离55~75千米。
  - 1部517A型远程对空警戒雷达（G波段）（仅537号舰装）
  - 1部752甲或RM-1290型导航雷达（I波段）
  - 1部343型100毫米舰炮火控雷达（X波段）
  - 1部341型37毫米高炮火控雷达（X波段）
  - 1部球–50型稳定瞄准装置
- 水声系统 
  - 1部SJD–5A型中频舰壳声呐
  - 1部SJC–1B型侦察声呐
  - 1部SJX–4型通信声呐
- 敌我识别 
  - 2部651A型敌我识别器
- 通信系统 
  - 1部型数字式甚高频电台
  - 1部乙系列短波单边带电台
  - 1部短波对空电台
  - 1部超短波对空电台
  - 1部宽频段超短波电台
  - 1套卫星通信系统、指挥电话
- 导航系统 
  - 1套卫星/奥米加综合导航系统
  - 1套H/WDCY-C（ML5500型）全自动罗兰C导航接收机
  - 1套PL–1型平台罗经
  - 1套航海–Ⅲ型电罗经
  - 1套500型计程仪
  - 1套测深仪、风向风速仪
- 火控系统 
  - 1套ZPJ–2（782）型100毫米炮数字式指挥仪（原方案用7802舰炮综合指挥仪）
  - 1套ZPJ–4（791）型37毫米炮机电式指挥仪
  - 1套ZST–2D/7826C型反潜深弹数字式指挥仪
  - 1套ZJ–11型YJ-8舰对舰导弹数字式指挥仪
- 电子对抗系统 
  - 1部923–1型雷达侦察告警接收机
  - 1套981–2型欺骗式电子干扰系统
  - 1套981–3型噪音式电子干扰系统
  - 1套RWD–8型电子战系统（侦察、告警、干扰）
  - 2部945型26管无源干扰火箭发射器
- 指挥控制系统 
  - 1套ZKJ–3型自动化作战情报指挥系统

## 053系列艦比較表
| 053H型          | 053H型          | 053H型                                | 053H1型                               | 053H1Q型                              | 053H2型                                      | 053H1G型                                                     |
| --------------- | --------------- | ------------------------------------- | ------------------------------------- | ------------------------------------- | -------------------------------------------- | ------------------------------------------------------------ |
| 服役            | 服役            | 1975年                                | 1982年                                | 1985年                                | 1986年                                       | 1993年                                                       |
| 艦數            | 艦數            | 14艘                                  | 9艘                                   | 1艘                                   | 3艘                                          | 6艘                                                          |
| 排 水 量        | 基準            | 1,425 t                               | 1,420 t                               | 1,550 t                               | 1,700 t                                      | 1,674t                                                       |
| 排 水 量        | 満載            | 1,662 t                               | 1,700 t                               | 1,860 t                               | 2,100 t                                      | 1,960t                                                       |
| 全長            | 全長            | 103m                                  | 103m                                  | 103m                                  | 103m                                         | 103m                                                         |
| 全幅            | 全幅            | 10.8m                                 | 10.8m                                 | 10.8m                                 | 10.8m                                        | 10.8m                                                        |
| 發動機          | 發動機          | 柴油机×2, 2軸推進                     | 柴油机×2, 2軸推進                     | 柴油机×2, 2軸推進                     | 柴油机×2, 2軸推進                            | 柴油机×2, 2軸推進                                            |
| 馬力            | 馬力            | 7,000馬力                             | 8,000馬力                             | 8,000馬力                             | 16,000馬力                                   | 16,000馬力                                                   |
| 速度            | 速度            | 最大: 26節                            | 最大: 26節                            | 最大: 26節                            | 最大: 26節                                   | 最大: 26節                                                   |
| 續航距離        | 續航距離        | 2,700 海里                            | 2,700 海里                            | 4,000 nm                              | 2,700 nm                                     | 2,700 nm                                                     |
| 乘員            | 乘員            | 190人（含軍官30名）                   | 175人                                 | 185人                                 | 130 人                                       | 200人（含軍官30名）                                          |
| 武器            | 武器            | B-34 56口徑100mm單裝砲（M1940）×2     | 79式56口徑100mm連裝砲×2               | T100C 55口徑100mm單裝速射砲×1基       | 79A式56口徑100mm連裝砲×2                     | 79A式56口徑100mm連裝砲×2                                     |
| 武器            | 武器            | 61式37mm雙聯裝機砲×6                  | 61式37mm雙聯裝機砲×4                  | 76式37mm雙聯裝機砲×4                  | 76式37mm雙聯裝機砲×4                         | 76A式37mm雙聯裝機砲×4                                        |
| 武器            | 武器            | SY-1反艦飛彈雙聯發射管 ×2             | SY-1反艦飛彈雙聯發射管 ×2             | SY-1A反艦飛彈雙聯發射管× 1            | YJ-8反艦飛彈四聯發射管×2或單裝發射管×8（原） | SY-2反艦飛彈雙聯發射管×2 ※部份艦改用YJ-8反艦飛彈四聯發射管×2 |
| 武器            | 武器            | 65式反潛火箭（RBU-1200）5聯裝發射機×2 | 81式反潛火箭（RBU-1200）5聯裝發射機×2 | 81式反潛火箭（RBU-1200）5聯裝發射機×2 | 81式反潛火箭（RBU-1200）5聯裝發射機×2        | 87式反潛火箭6聯裝發射機× 2                                   |
| 武器            | 武器            | 64式水雷彈射器(BMB-24)×2              | 64式水雷彈射器(BMB-24)×2              | 64式水雷彈射器(BMB-24)×2              | -                                            | 64式水雷彈射器(BMB-24)×2                                     |
| 武器            | 武器            | 水雷彈射器×2                          | 水雷彈射器×2                          | B515型 3連裝短魚雷發射管×2            | -                                            | 水雷彈射器×2                                                 |
| 武器            | 武器            | 水雷軌×2（機雷24發）                  | 水雷軌×2（機雷24發）                  | B515型 3連裝短魚雷發射管×2            | -                                            | 水雷軌×2（機雷24發）                                         |
| C4I             | C4I             | 戰術指揮所                            | 戰術指揮所                            | 戰術指揮所                            | ZKJ-3A 戰術情報處理裝置                      | ZKJ-3A 戰術情報處理裝置                                      |
| 艦載機          | 艦載機          | -                                     | -                                     | 直-9反潛直升機×1                      | -                                            | -                                                            |
| 雷達            | 雷達            | -                                     | 517型長距離對空雷達                   | -                                     | 517型長距離對空雷達                          | 517-H型長距離對空雷達                                        |
| 雷達            | 雷達            | 354型對空・水上雷達                   | 354型對空・水上雷達                   | 354型對空・水上雷達                   | 354型對空・水上雷達                          | 360型對空・水上雷達                                          |
| 雷達            | 雷達            | RM-1290（Racal Decca）航海雷達        |                                       |                                       |                                              |                                                              |
| 聲納            | 聲納            | EH-5                                  | SJD-5 中深度搜索聲納                  | SJD-7 （DUBA-25）                     | SJD-5 中深度搜索聲納                         | SJD-5 中深度搜索聲納                                         |
| 聲納            | 聲納            | EH-5                                  | SJC-1B 偵察用聲納                     | SJD-7 （DUBA-25）                     | SJC-1B 偵察用聲納                            | SJC-1B 偵察用聲納                                            |
| 聲納            | 聲納            | EH-5                                  | SJX-4 通信用聲納                      | SJD-7 （DUBA-25）                     | SJX-4 通信用聲納                             | SJX-4 通信用聲納                                             |
| 火控系統        | 火控系統        | 352型火控系統（飛彈用）×1             | 352型火控系統（飛彈用）×1             | 352型火控系統（飛彈用）×1             | 352型火控系統（飛彈用）×1                    | 352型火控系統（飛彈用）×1                                    |
| 火控系統        | 火控系統        | -                                     | 343型（主砲飛彈用）×1                 | NAJA光学FCS（主砲用）× 1基            | 343型（主砲飛彈用）×1                        | 343型（主砲飛彈用）×1                                        |
| 火控系統        | 火控系統        | -                                     | 341型（機砲用）×1                     | 341型（機砲用）×1                     | 341型（機砲用）×1                            | 347G型（機砲用）×1                                           |
| 電子戰 對抗手段 | 電子戰 對抗手段 | RWD-8                                 | 931-1型                               | RWD-8                                 | RWD-8                                        | RWD-8                                                        |
| 電子戰 對抗手段 | 電子戰 對抗手段 | -                                     | -                                     | -                                     | 923型ESM                                     | -                                                            |
| 電子戰 對抗手段 | 電子戰 對抗手段 | -                                     | -                                     | -                                     | 981型ECM                                     | -                                                            |
| 電子戰 對抗手段 | 電子戰 對抗手段 | -                                     | -                                     | -                                     | 651A型IFF                                    | -                                                            |